# Alissonotum parvum
Alissonotum parvum är en skalbaggsart som beskrevs av Zhang 1984. Alissonotum parvum ingår i släktet Alissonotum och familjen Dynastidae. Inga underarter finns listade i Catalogue of Life.